# Hayate Hachikubo
Hayate Hachikubo (八久保 颯 Hachikubo Hayate?, Kumamoto, 23 de junio de 1993) es un exfutbolista japonés que jugaba como centrocampista.

## Trayectoria

### Clubes
| Club                 | País  | Año       |
| -------------------- | ----- | --------- |
| Roasso Kumamoto      | Japón | 2016-2019 |
| Suzuka Point Getters | Japón | 2020      |